# Barograph

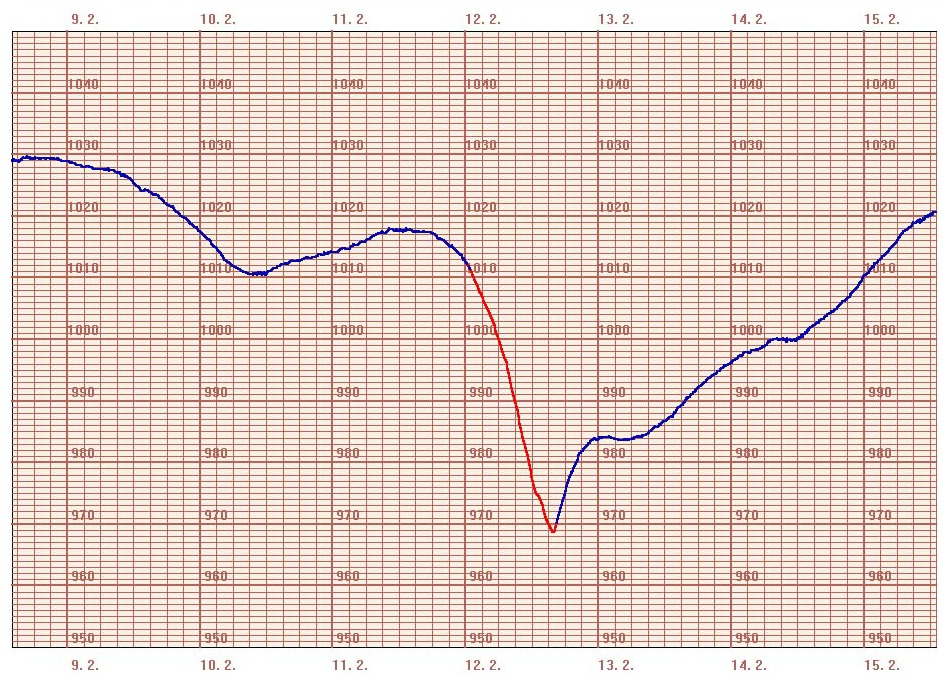
Barogramm eines Sturmtiefs (Nordseeküste Deutschland 2005)

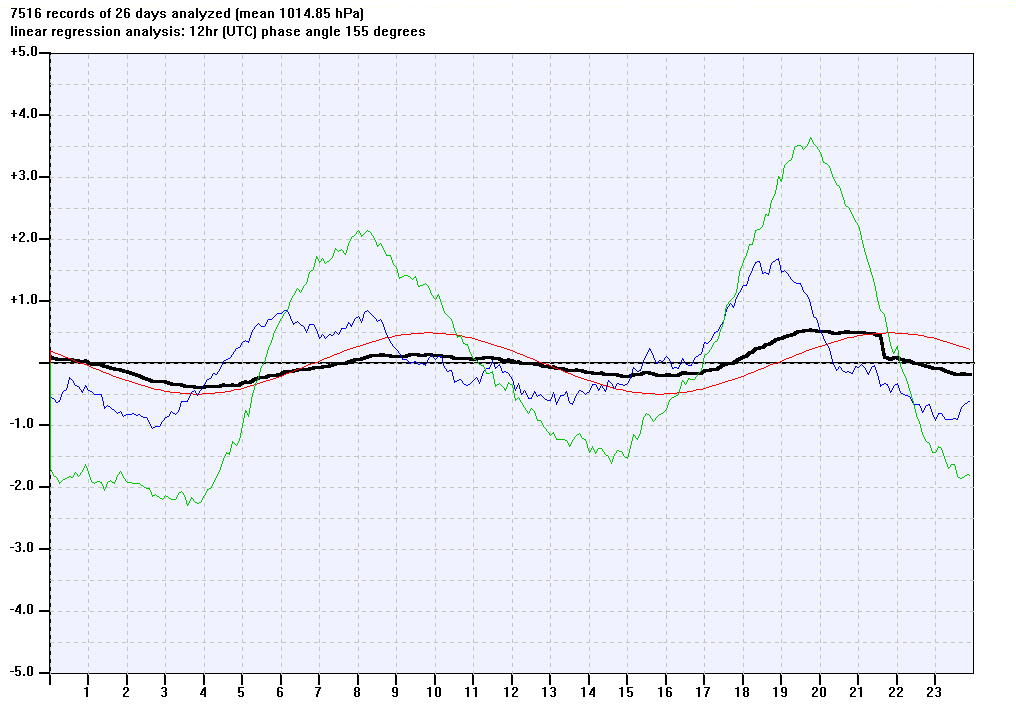
Tagesgang des Luftdrucks in Nordfriesland (schwarze Kurve)

Ein Barograph (altgriechisch βάρος báros „Schwere, Gewicht“ und  γράφειν gráphein „schreiben“) ist ein Messgerät, das den zeitlichen Verlauf des Luftdrucks auf einer mit Papier bespannten Trommel aufzeichnet. Die so entstehende Kurve wird Barogramm genannt.
Auf der rechten Seite oben ist ein derartiges Barogramm zu sehen.
Insbesondere findet man Barographen häufig auf Schiffen. Starker Druckabfall innerhalb eines Zeitraumes von ein bis drei Stunden kann ein Hinweis für nahenden Starkwind oder Sturm sein. Zur eigentlichen Messung dient dabei ein Barometer.
Barographen spielen auch in der Luftfahrt, insbesondere beim Streckenfliegen mit Segelflugzeugen, eine Rolle. Dann wird allerdings oft auch von einem Höhenschreiber gesprochen. Da der Luftdruck bekanntlich mit der Höhe abnimmt, kann nach der Landung das Höhenprofil des Fluges analysiert werden. Seit einiger Zeit werden Streckenflüge allerdings vermehrt mittels GNSS-Loggern aufgezeichnet, was zu einer allmählichen Verdrängung des analogen Barographen aus der Wettbewerbsfliegerei führt.
Es gibt auch Barographen die den Luftdruckverlauf auf einer Scheibe registrieren, oder auch elektronische Barographen, bei denen das Barogramm auf einem (LC) Display erscheint.

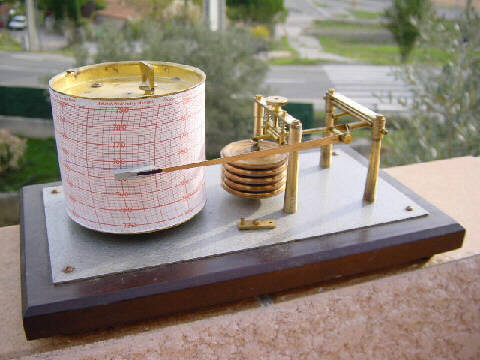
Barograph ohne Schutzabdeckung
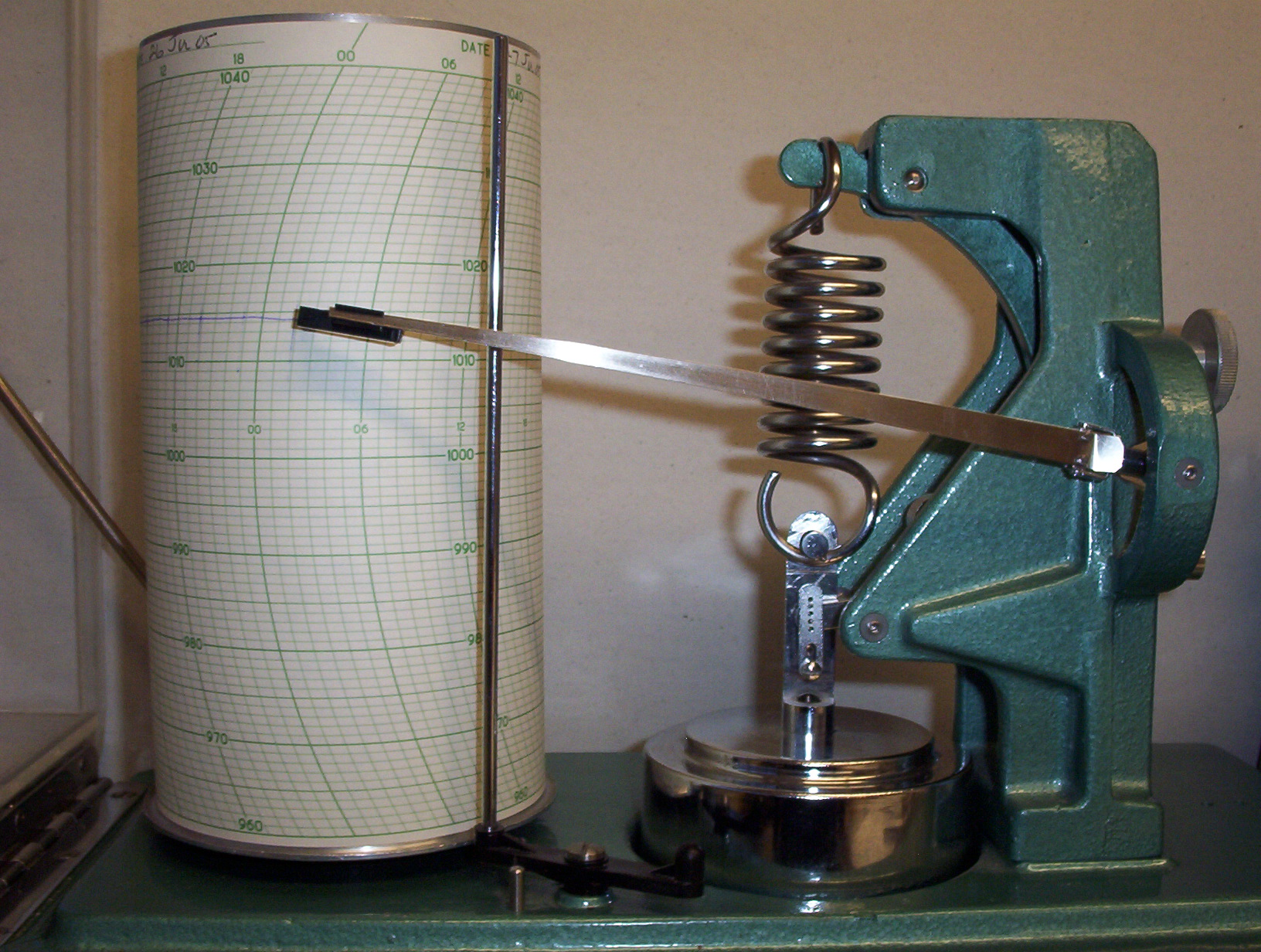
Drei-Tage Barograph, wie er vom Meteorological Service of Canada benutzt wird (Cambridge Bay, Nunavut, Juli 2005)
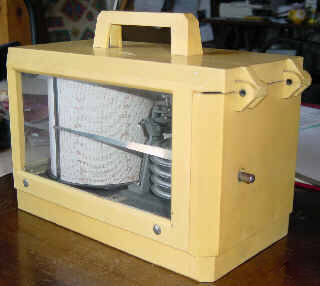
Schiffsbarograph aus der UdSSR
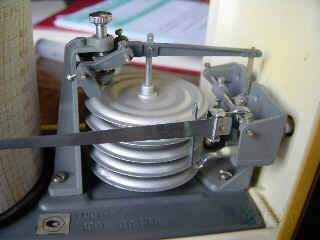
Detailaufnahme der fünf in einem Barographen verwendeten Aneroiddosen

Ein nicht unerhebliches Problem bei der atmosphärischen Druckaufzeichnung sind mechanische Erschütterungen für die Messmimik. Daher sind mechanische Trommelbarographen auch oftmals gedämpft. Bei elektronischen Barographen erfolgt die Dämpfung entweder über die Elektronik selbst oder durch die nur diskrete Messwertaufnahme.
Beim Einsatz von Barographen auf Schiffen auf Meeren treten zudem auch Höhenänderungen bedingt durch den Wellengang auf. Eine Höhenänderung von 8 m entspricht einer absoluten Druckänderung von 1 hPa. Dieses „Schaukeln“ der Messkurve sollte ebenfalls aus dem eigentlichen Messsignal entfernt werden.
Um die Druckänderung aufzuzeichnen (mechanisch oder elektronisch) verwendet man entweder in Reihe geschaltete  Aneroiddosen, die ihre geringe Wegdeformationen durch die Reihenschaltung addieren, oder piezoelektrische Bauteile, die bedingt durch die Druckänderung ein elektrisches Spannungssignal induzieren, das wiederum verstärkt und registriert werden kann. Ein generelles Problem hierbei ist die Temperaturkompensation der Messmimik. Eine Temperaturänderung bei konstantem Druck sollte keine Änderung des Messsignals herbeiführen.
Die Aufzeichnung des atmosphärischen Luftdruckes ist ein notwendiger und oftmals hilfreicher Indikator für die lokale Wettervorhersage. Der Absolutwert des Luftdruckes ist nahezu irrelevant für das  existierende Wetter. Hauptsächlich die Druckänderungen {\displaystyle \mathrm {d} p/\mathrm {d} t} sind äußerst hilfreiche Indizien für Wetterveränderungen.